# Salles-sur-l'Hers
Salles-sur-l'Hers är en kommun i departementet Aude i regionen Occitanien  i södra Frankrike. Kommunen ligger  i kantonen Salles-sur-l'Hers som ligger i arrondissementet Carcassonne. År 2022 hade Salles-sur-l'Hers 752 invånare.

## Befolkningsutveckling
Antalet invånare i kommunen Salles-sur-l'Hers
Referens: INSEE